# Союз Русских просветительных и благотворительных обществ в Эстонии
Союз Русских просветительных и благотворительных обществ в Эстонии (эст. Vene Haridus- ja Heategevusühingute Liit Eestis) — некоммерческая организация, в состав которой входят русские культурные общества Эстонии.
Юридический адрес Союза: Таллин, бульвар Мере 5.

## Русские общества в Эстонии в XIX — начале XX века
Русская община в Эстонии стала образовывать свои общества с начала XIX века. Первым известным объединением было основанное примерно в 1803 году Ревельское православное купеческое общество. Его основателем и первым председателем был ревельский купец Кондратий Трофимов. В 1829 году в Тарту была создана русская студенческая корпорация «Рутения» (Ruthenia). С 1859 года в Тарту развивало свою деятельность русское благотворительное общество. В 1864 году было создано русское певческое общество «Гусли», с перерывами просуществовавшее до начала 1930-х годов.
В конце 19-го — начале 20-го столетия в Эстонии действовало много русских объединений: в Таллинне, Тарту, Нарве, Пярну, Вильянди — русские общественные собрания, в Тарту —  многочисленные студенческие общества, музыкальные, драматические и литературные кружки и т. п. Однако каждая из этих организаций существовала сама по себе.
Исторические потрясения 1917–1919 годов привели к прекращению деятельности большинства русских обществ и организаций.

## История Союза Русских просветительных и благотворительных обществ

### 1920—1940 годы
В начале 1920-х годов среди проживавших в Эстонии 90 тысяч русских (из них около 18-20 тысяч эмигрантов) был большой процент интеллигенции, поэтому было вполне закономерным, что с 1920 года в Эстонии начали интенсивно возникать многочисленные русские культурно-просветительные, благотворительные, профессиональные, спортивные, религиозные и прочие общества и организации. Особую активность проявляли учителя. Создавались городские и региональные (принаровские) объединения русских учителей. В апреле 1920 года на первом Русском учительском съезде в Таллине был основан Центральный союз русских учащихся в Эстонии или Союз русских учителей. Его председателем стал Е. И. Гильдебранд. Возникли русские организации самого разного рода: Русский национальный союз, занимавшийся и политической деятельностью; Общество русских врачей; Юридическое общество; Русская академическая группа, объединявшая научных работников, ученых; благотворительное общество «Белый крест»; Общество русских студентов Тартуского университета; Союз русских деятелей искусств в Эстонии; общество «Русская школа в Эстонии» и др. Созданию этих обществ способствовало также и то, что эстонские власти, очень опасавшиеся политической активности русских, не препятствовали их культурной и благотворительной деятельности, о чём свидетельствовал принятый в 1920 году Закон о культурной автономии национальных меньшинств.
Союз Русских просветительных и благотворительных обществ в Эстонии был учрежден 24 февраля 1923 года в Таллине. Осуществление этого объединения — заслуга русского национального секретаря при Министерстве просвещения Эстонской Республики Алексея Кирилловича Янсона, избранного председателем Союза: в 1922–1927 годах он фактически возглавлял русскую общину и много сделал для развития русской культуры и объединения русских в Эстонии.
В конце 1939 года в состав Союза входили 94 организации. После присоединения Эстонии к СССР в 1940 году Союз был упразднён.

### С 1992 года
Идею восстановления Союза выдвинул в 1988 году культурный и общественно-политический деятель Николай Васильевич Соловей. Организация была восстановлена в 1992 году на основе Закона о реституции, стала носить название «Союз Славянских просветительных и благотворительных обществ в Эстонии» и объединила 96 обществ культуры.
1 декабря 2007 года было возвращено историческое название «Союз Русских просветительных и благотворительных обществ в Эстонии».
Однако вскоре после реституции Союз распался на три организации: Союз Русских просветительных и благотворительных обществ в Эстонии, Таллиннское общество славянских культур и Ассоциация русских национально-культурных организаций «Садко». 20 сентября 2014 года на съезде трёх организаций было единогласно принято решение о воссоединении организаций в единый союз.
В 2017 году Союз Русских просветительных и благотворительных обществ в Эстонии объединял 90 организаций различных творческих направлений. Коллективы Союза были в Маарду, Кунда, Тарту, Вильянди, Курессааре, Пярну, Кохтла-Ярве, Валга, Нарве, Йыхви, Ряпина, в нём насчитывалось более 2500 человек, из которых более 1000 — дети и молодёжь.
Коллективы и общества Союза проводили более 700 мероприятий в год, из них около 200 концертов и 200 спектаклей, фестивали, мастер-классы, лекции, выставки, творческие вечера и другие мероприятия, собиравшие свыше 80 тысяч зрителей в год. Под эгидой Союза состоялись международные Праздники песни и танца «Славянский венок—2013», «Славянский венок—2015», «Славянский венок—2017» (2500 участников) и «Славянский венок—2023»— крупнейшее и самое значимое общереспубликанское творческое мероприятие для всех русских культурных обществ, которое проводится раз в 2—3 года. Последний, XVII праздник, был приурочен к 100-летию Союза. В нём участвовало 72 коллектива из Эстонии и Латвии (1400 человек), а на гала-концерт, проходивший в ледовом холле «Тондираба», пришло более 4000 зрителей.
Союз сотрудничает с другими национально-культурными обществами как в Эстонии, так и за рубежом: с Международным объединением национально-культурных обществ «Лира», с Ассоциацией украинских организаций, с белорусскими обществами Эстонии и др. В 2018 году число обществ, с которыми проводились совместные мероприятия, приблизилось к 100, из них эстонские коллективы и общества составили около трети.

### Председатели Союза
- 1992—2006 — Николай Васильевич Соловей[5].
- 2007 — ноябрь 2013 — Людмила Егоровна Матросова-Зыбина[13].
- Ноябрь 2013 — ноябрь 2017 — Юрий Тимофеевич Поляков, директор таллинского Центра русской культуры[4].
- Ноябрь 2017 — апрель 2019 — Эдуард Янович Томан[14].
- С 1 мая 2019 года — Игорь Ермаков[6].